# Сосновский сельсовет (Башкортостан)
Сосновский сельсовет (башк. Сосновка ауыл советы) — муниципальное образование в Белорецком районе Башкортостана России.

## История
Согласно Закону о границах, статусе и административных центрах муниципальных образований в Республике Башкортостан имеет статус сельского поселения.

## Население
- 1961 год — 3567 чел.;
- 1969 год — 3891 чел.;

| 2002  | 2009  | 2010  | 2012  | 2013  | 2014  | 2015  |
| ----- | ----- | ----- | ----- | ----- | ----- | ----- |
| 1610  | ↘1520 | ↘1261 | ↘1250 | ↘1232 | ↗1244 | ↗1246 |
| 2016  | 2017  |       |       |       |       |       |
| ↘1242 | ↘1230 |       |       |       |       |       |

## Состав сельского поселения
| № | Населённый пункт | Тип населённого пункта       | Население |
| - | ---------------- | ---------------------------- | --------- |
| 1 | Сосновка         | село, административный центр | ↘723      |
| 2 | Рысакаево        | село                         | ↘379      |
| 3 | Арский Камень    | село                         | ↘95       |
| 4 | Нижняя Ятва      | село                         | ↘64       |